# Mabel Cahill
Pour les articles homonymes, voir Cahill.
Mabel Esmonde Cahill (née le 2 avril 1863 à Ballyragget – décédée le 1er janvier 1905) est une joueuse de tennis irlandaise de la fin du XIXe siècle.
En 1891, elle est la première non-Américaine à s'imposer en simple à l'US Women's National Championship, performance qu'elle réitère l'année suivante.
Elle est aussi la seconde (et dernière) Irlandaise à s'imposer dans une épreuve du Grand Chelem, après Lena Rice à Wimbledon en 1890.
Mabel Cahill est membre du International Tennis Hall of Fame depuis 1976.

## Palmarès (partiel)

### Titres en simple dames
| No | Date       | Nom et lieu du tournoi                  | Catégorie | Surface      | Finaliste       | Score                   |          |
| -- | ---------- | --------------------------------------- | --------- | ------------ | --------------- | ----------------------- | -------- |
| 1  | 23/06/1891 | US National Championships, Philadelphie | G. Chelem | Gazon (ext.) | Ellen Roosevelt | 6-4, 6-1, 4-6, 6-3      | Parcours |
| 2  | 21/06/1892 | US National Championships, Philadelphie | G. Chelem | Gazon (ext.) | Elisabeth Moore | 5-7, 6-3, 6-4, 4-6, 6-2 | Parcours |

### Titres en double dames
| No | Date       | Nom et lieu du tournoi                 | Catégorie | Surface      | Partenaire          | Finalistes                      | Score         |          |
| -- | ---------- | -------------------------------------- | --------- | ------------ | ------------------- | ------------------------------- | ------------- | -------- |
| 1  | 23/06/1891 | US National Championships Philadelphie | G. Chelem | Gazon (ext.) | Emma Leavitt-Morgan | Ellen Roosevelt Grace Roosevelt | 2-6, 8-6, 6-4 | Parcours |
| 2  | 21/06/1892 | US National Championships Philadelphie | G. Chelem | Gazon (ext.) | Adeline McKinlay    | Helen Day Harris Amy Williams   | 6-1, 6-3      | Parcours |

### Titres en double mixte
| No | Date       | Nom et lieu du tournoi                 | Catégorie | Surface      | Partenaire      | Finalistes                    | Score         |          |
| -- | ---------- | -------------------------------------- | --------- | ------------ | --------------- | ----------------------------- | ------------- | -------- |
| 1  | 10/06/1890 | US National Championships Philadelphie | G. Chelem | Gazon (ext.) | Rodmond Beach   | Bertha Townsend C. T. Lee     | 6-2, 3-6, 6-2 | Parcours |
| 2  | 23/06/1891 | US National Championships Philadelphie | G. Chelem | Gazon (ext.) | M. Wright       | Grace Roosevelt C. T. Lee     | 6-4, 6-0, 7-5 | Parcours |
| 3  | 21/06/1892 | US National Championships Philadelphie | G. Chelem | Gazon (ext.) | Clarence Hobart | Elisabeth Moore Rodmond Beach | 6-1, 6-3      | Parcours |

## Parcours en Grand Chelem (partiel)
Si l’expression « Grand Chelem » désigne classiquement les quatre tournois les plus importants de l’histoire du tennis, elle n'est utilisée pour la première fois qu'en 1933, et n'acquiert la plénitude de son sens que peu à peu à partir des années 1950.

### En simple dames
| Année | - | - | - | - | Wimbledon | Wimbledon | US National     | US National     |
| 1890  | - | - | - | - | -         | -         | 1/2 finale      | Ellen Roosevelt |
| 1891  | - | - | - | - | -         | -         | Ch. R. victoire | Ellen Roosevelt |
| 1892  | - | - | - | - | -         | -         | Ch. R. victoire | Elisabeth Moore |

À droite du résultat, l’ultime adversaire.

### En double dames
| Année | - | - | - | - | Wimbledon | Wimbledon | US National              | US National               |
| 1890  | - | - | - | - | -         | -         | 1/2 finale Lida Voorhees | E. Roosevelt G. Roosevelt |
| 1891  | - | - | - | - | -         | -         | Victoire Emma Leavitt    | E. Roosevelt G. Roosevelt |
| 1892  | - | - | - | - | -         | -         | Victoire A. McKinlay     | Helen Day Amy Williams    |

Sous le résultat, la partenaire ; à droite, l’ultime équipe adverse.

### En double mixte
| Année | - | - | - | - | Wimbledon | Wimbledon | US National            | US National            |
| 1890  | - | - | - | - | -         | -         | Victoire Rodmond Beach | B. Townsend C. T. Lee  |
| 1891  | - | - | - | - | -         | -         | Victoire M. Wright     | G. Roosevelt C. T. Lee |
| 1892  | - | - | - | - | -         | -         | Victoire C. Hobart     | E. Moore Rodmond Beach |
| 1893  | - | - | - | - | -         | -         | 1er tour (1/8)         | Aline Terry Mr Colby   |

Sous le résultat, le partenaire ; à droite, l’ultime équipe adverse.